# Komisariat Straży Granicznej „Rybno”
Komisariat Straży Granicznej „Rybno” – jednostka organizacyjna Straży Granicznej pełniąca służbę ochronną na granicy polsko-niemieckiej w latach 1928–1939.

## Geneza
Na wniosek Ministerstwa Skarbu, uchwałą z 10 marca 1920 roku, powołano do życia Straż Celną. Od połowy 1921 roku jednostki Straży Celnej rozpoczęły przejmowanie odcinków granicy od pododdziałów Batalionów Celnych. Proces tworzenia Straży Celnej trwał do końca 1922 roku. Komisariat Straży Celnej „Rybno”, wraz ze swoimi placówkami granicznymi, wszedł w podporządkowanie Inspektoratu Granicznego Straży Celnej „Działdowo”.
W drugiej połowie 1927 roku przystąpiono do gruntownej reorganizacji Straży Celnej. W praktyce skutkowało to rozwiązaniem tej formacji granicznej.
Rozkazem nr 1 z 12 marca 1928 roku w sprawach organizacji Mazowieckiego Inspektoratu Okręgowego Straży Granicznej Naczelny Inspektor Straży Celnej gen. bryg. Stefan Pasławski powołał komisariat Straży Granicznej „Hartowiec”, który miał przejąć ochronę granicy od rozwiązywanego komisariatu Straży Celnej. 

## Formowanie i zmiany organizacyjne
Rozporządzeniem Prezydenta Rzeczypospolitej Polskiej Ignacego Mościckiego z 22 marca 1928 roku, do ochrony północnej, zachodniej i południowej granicy państwa, a w szczególności do ich ochrony celnej, powoływano z dniem 2 kwietnia 1928 roku  Straż Graniczną.
Rozkazem nr 1 z 12 marca 1928 roku w sprawach organizacji Mazowieckiego Inspektoratu Okręgowego Naczelny Inspektor Straży Celnej gen. bryg. Stefan Pasławski przydzielił komisariat „Hartowiec” do Inspektoratu Granicznego nr 3 „Brodnica” i określił jego strukturę organizacyjną.
Rozkazem Inspektora Okręgowego z 2 kwietnia 1928, komisariat „Uzdowo” przekazał placówki „Żabiny” i „Szczupliny” komisariatowi „Rybno” i uległ likwidacji.
Rozkaz nr 9 z 18 października 1929 roku w sprawie reorganizacji Mazowieckiego Inspektoratu Okręgowego komendanta Straży Granicznej płk. Jana Jura-Gorzechowskiego nie wymienia nazwy komisariatu. Wymienia komisariat Straży Granicznej „Rybno” i przydziela go do Inspektoratu Granicznego nr 3 „Brodnica”, określa numer i strukturę.
Rozkazem nr 5 z 2 września 1930 roku w sprawie nazw inspektoratów granicznych i komisariatów  komendant Straży Granicznej płk Jan Jur-Gorzechowski wydzielił placówkę Czerlin z komisariatu „Rybno” do komisariatu „Lubawa”. Tym samym rozkazem wydzielił placówkę „Uzdowo” z komisariatu „Działdowo” do komisariatu „Rybno”.
Rozkazem nr 3 z 27 lipca 1936 roku w sprawach reorganizacji placówek i zmian przydziałów, komendant Straży Granicznej płk Jan Jur-Gorzechowski zniósł placówkę II linii „Lidzbark”.
Rozkaz komendanta Straży Granicznej płk. Jana Jura-Gorzechowskiego z 10 maja 1938 roku w sprawie terminologii w odniesieniu do władz i jednostek formacji, wydany w związku z rozkazami KSG z 25 i 29 kwietnia 1938 roku, przemianował inspektoraty graniczne na obwody Straży Granicznej z dodaniem nazwy miejscowości w której jednostka stacjonuje. Jednocześnie nakazał używanie w stosunku do kierowników komisariatów i placówek nowych terminów: „komendant komisariatu” i „dowódca placówki”. Komisariat wszedł w skład struktury Obwodu Straży Granicznej „Brodnica”.
Rozkazem nr 13 z 31 lipca 1939 roku w sprawach [...] przeniesienia siedzib i zmiany przydziałów jednostek organizacyjnych, komendant Straży Granicznej gen. bryg. Walerian Czuma wydzielił komisariat „Rybno” z Obwodu SG „Brodnica” i przydzielił go do Obwodu SG „Przasnysz”.
We wrześniu 1939 pluton wzmocnienia Komisariatu wszedł w podporzadkowanie dowódcy zgrupowania 4 Dywizji Piechoty płk. dypl. Mieczysława Rawicza-Mysłowskiego (dowódca piechoty dywizyjnej 4 DP) i walczył na przedpolu jego ugrupowania obronnego w bitwie o Pomorze.

## Funkcjonariusze komisariatu
| Kierownicy/komendanci komisariatu | Kierownicy/komendanci komisariatu | Kierownicy/komendanci komisariatu | Kierownicy/komendanci komisariatu |
| stopień                           | imię i nazwisko                   | okres pełnienia służby            | kolejne stanowisko                |
| --------------------------------- | --------------------------------- | --------------------------------- | --------------------------------- |
| podkomisarz                       | Tadeusz Kuryłowicz                | był w 1936 – 2 III 1939           | komisariat „Krościenko”           |
| podkomisarz                       | Stanisław Twarkowski              | 1 III 1939 -                      |                                   |
| Zastępcy komendanta komisariatu   |                                   |                                   |                                   |
| starszy strażnik podchorąży       | Czesław Smusz                     | 1 V 1939 –                        |                                   |

## Służba graniczna
W 1936 roku na terenie odpowiedzialności komisariatu znajdował się posterunek SG „Płośnica” podległy pod względem służbowym IG „Brodnica”.
Sąsiednie komisariaty
- komisariat Straży Granicznej „Działdowo” ⇔ komisariat Straży Granicznej „Lubawa” − 1928
- komisariat Straży Granicznej „Działdowo” ⇔ komisariat Straży Granicznej „Lubawa” − październik 1929

## Struktura organizacyjna
Organizacja komisariatu w marcu 1928:
- komenda − Hartowiec
- placówka Straży Granicznej I linii „Szczupliny”
- placówka Straży Granicznej I linii „Gutowo”
- placówka Straży Granicznej I linii „Napromek”
- placówka Straży Granicznej II linii „Brodnica”
- placówka Straży Granicznej II linii „Hartowiec”

Organizacja komisariatu w październiku 1929:
- 1/3 komenda − Rybno
- placówka Straży Granicznej I linii „Żabiny”
- placówka Straży Granicznej I linii „Wądzyn”
- placówka Straży Granicznej I linii „Rumienica”
- placówka Straży Granicznej I linii „Omule”
- placówka Straży Granicznej II linii „Rybno”
- placówka Straży Granicznej II linii „Lidzbark”

Organizacja komisariatu w 1933:
- komenda − Rybno
- placówka Straży Granicznej I linii „Żabiny”
- placówka Straży Granicznej I linii „Uzdowo”
- placówka Straży Granicznej I linii „Wądzyn”
- placówka Straży Granicznej I linii „Rumienica”
- placówka Straży Granicznej II linii „Rybno”
- placówka Straży Granicznej II linii „Turza Wielka”

Organizacja komisariatu w 1934:
- komenda − Rybno
- placówka Straży Granicznej I linii „Żabiny”
- placówka Straży Granicznej I linii „Uzdowo”
- placówka Straży Granicznej I linii „Wądzyn”
- placówka Straży Granicznej I linii „Rumienica”
- placówka Straży Granicznej II linii „Rybno”
- placówka Straży Granicznej II linii „Lidzbark”[a] → w 1936 zniesiona

Organizacja komisariatu w 1937:
- komenda − Rybno
- placówka Straży Granicznej I linii „Żabiny”
- placówka Straży Granicznej I linii „Uzdowo”
- placówka Straży Granicznej I linii „Wądzyn”
- placówka Straży Granicznej II linii „Rybno”

Organizacja komisariatu w 1939:
- komenda − Rybno
- placówka Straży Granicznej I linii „Żabiny”
- placówka Straży Granicznej I linii „Wądzyn”
- placówka Straży Granicznej I linii „Rumienica”
- placówka Straży Granicznej I linii „Omule”
- placówka Straży Granicznej II linii „Rybno”
- placówka Straży Granicznej II linii „Lidzbark?